# Dar, unde ești
Dar, unde ești è il primo album del gruppo dance moldavo O-Zone ed è stato l'unico album pubblicato dalla band originale (cioè Dan Balan e Petru Jelihovschi).
È uscito in Moldavia il 2 settembre 1999 e in Romania il 10 settembre 2002 sotto l'etichetta di Media Services e di Sony Music Entertainment.

## Tracce
1. Fiesta de la noche – 3:57
2. Timpul trece fără noi – 4:09
3. M-aș trezi – 4:07
4. Te voi iubi – 4:06
5. Dar, unde ești...?! – 3:52
6. Te aștept – 4:25
7. Crede-mă – 4:52
8. În doi – 3:47
9. De la mine – 4:11
10. Ciao bambina – 3:45
11. Oriunde-ai fi – 3:55
12. În doi (negativ) – 3:46
13. Surpriza de Anul Nou – 3:42